# نادي غرب سهيل
نادي غرب سهيل الرياضي أحد أندية الصعيد، تأسس عام 1973 في قرية غرب سهيل في صعيد مصر ويلعب بالدوري المصري الدرجة الثانية.

## التسمية
غرب سهيل قرية نوبية من الطراز الأول تقع في جزيرة جنوب خزان أسوان معظم أهلها يعملون بالسياحة وحولوا منازلهم لمزارات ومحلات تستقبل السياح من كل الجنسيات يستمتعون بمتعة قضاء يوم كامل في قرية نوبيه يلبسون ملابسهم ويأكلون طعامهم. ونادي غرب سهيل الصاعد يعتمد علي قاعدة عريضة من الناشئين.